# Catalan Communications
Catalan Communications va ser una editorial de Nova York fundada per Josep Toutain i dirigida per Bernd Metz, que es van centrar principalment, les traduccions en anglès de novel·les gràfiques europees, presentades en una sèrie de llibres de butxaca d'alta qualitat comercial.
La companyia va publicar al llarg de la dècada del 1980 des d'un gran loft situat a l'adreça 43 East 19th Street de Nova York. Metz va ser l'editor, i Elizabeth Bell proporcionava les traduccions a l'anglès per als títols francesos, incloent-hi Colin-Maillard (Heartthrobs) de Max Cabanes. El 1990, la novel gràfica Cabanes va ser el guanyador del Gran Premi del Festival del Còmic d'Angulema, a França. Un dels llibres traduïts del català per Bell mostrà errors d'una primera traducció de la mateixa història d'Heavy Metal. James Keller traduí l'edició alemanya Venus in Furs de Guido Crepax (Sacher-Masoch), el 1991, l'any que l'empresa va llançar el seu darrer títol. Tom Leighton va ser un altre traductor català.
Alguns llibres publicats per Metz van ser Love Shots de Jacques Loustal, Fires de Lorenzo Mattotti, i The Cabbie de l'artista de Barcelona Martí Riera, amb una introducció d'Art Spiegelman. Publicat en cinc idiomes, Trip to Tulum de Federico Fellini i Milo Manara, assaigs traduïts per Elizabeth Bell, va ser seleccionats per Publishers Weekly com un dels millors llibres de butxaca comercials de 1990.

## Publicacions

### Títols publicats
| Títol                                                                      | Art                     | Guió                  | Any  | ISBN            |
| -------------------------------------------------------------------------- | ----------------------- | --------------------- | ---- | --------------- |
| A Matter of Time                                                           | Juan Gimenez            |                       | 1985 | ISBN 087416012X |
| Abominations                                                               | Hermann                 |                       | 1990 | ISBN 0874160804 |
| Anarcoma                                                                   | Nazario                 |                       | 1984 | ISBN 0874160006 |
| Bell's Theorem #1: Bell's Theorem                                          | Matthias Schultheiss    |                       | 1987 | ISBN 0874160375 |
| Bell's Theorem #2: The Connections                                         | Matthias Schultheiss    |                       | 1988 | ISBN 0874160626 |
| Bell's Theorem #3: Contact                                                 | Matthias Schultheiss    |                       | 1989 | ISBN 087416074X |
| Billy Budd, KGB                                                            | François Boucq          | Jérôme Charyn         | 1991 | ISBN 0874161118 |
| Bodyssey                                                                   | Richard Corben          | Simon Revelstroke     | 1986 | ISBN 0874160324 |
| Breakthrough                                                               | Various                 |                       | 1990 | ISBN 0874160979 |
| Burton & Cyb: 1                                                            | José Ortiz              | Antonio Segura        | 1990 | ISBN 0874161010 |
| Cases from the Files of Sam Pezzo P.I.: 1                                  | Vittorio Giardino       |                       | 1988 | ISBN 087416057X |
| Click! : A Woman Under the Influence                                       | Milo Manara             |                       | 1985 | ISBN 0874160553 |
| Companions at dusk: The Spell of the Misty Forest                          | François Bourgeon       |                       | 1991 | ISBN 0874161266 |
| Corben Collected Works #1: Underground 1                                   | Richard Corben          |                       | 1985 | ISBN 0874160189 |
| Corben Collected Works #2: Underground 2                                   | Richard Corben          |                       | 1986 | ISBN 087416026X |
| Corben Collected Works #3: Rowlf - Underground 3                           | Richard Corben          |                       | 1987 | ISBN 0874160316 |
| Dark Tales                                                                 | Jordi Bernet            | Enrique Sánchez Abulí | 1990 | ISBN 0874160820 |
| Den: Neverwhere                                                            | Richard Corben          |                       | 1984 | ISBN 0874160030 |
| Dr. Jekyll & Mr. Hyde                                                      | Guido Crepax            |                       | 1990 | ISBN 0874160790 |
| Dulled Feelings                                                            | Igort                   |                       | 1990 | ISBN 0874160901 |
| Edgar Allan Poe. The Fall of the House of Usher and Other Tales of Horror. | Richard Corben          |                       | 1985 | ISBN 0874160138 |
| Erma Jaguar #1: Erma Jaguar: 1                                             | Alex Varenne            |                       | 1990 | ISBN 0874160995 |
| Erma Jaguar #2: Erma Jaguar: 2                                             | Alex Varenne            |                       | 1991 | ISBN 0874161177 |
| Evaristo: Deep City                                                        | Francisco Solano López  | Carlos Sampayo        | 1987 | ISBN 0874160340 |
| Exterminator 17                                                            | Enki Bilal              | Jean-Pierre Dionnet   | 1986 | ISBN 0874160243 |
| Fires                                                                      | Lorenzo Mattotti        |                       | 1987 | ISBN 0874160480 |
| Ghita of Alizarr #1: Ghita of Alizarr 1                                    | Frank Thorne            |                       | 1991 | ISBN 0874160952 |
| Ghita of Alizarr #2: Ghita of Alizarr 2                                    | Frank Thorne            |                       | 1985 | ISBN 0874160103 |
| Good-Bye and Other Stories                                                 | Yoshihiro Tatsumi       |                       | 1988 | ISBN 0874160561 |
| Giuseppe Bergman #1: The Great Adventure                                   | Milo Manara             |                       | 1988 | ISBN 0874160634 |
| Giuseppe Bergman #2: An Author in Search of Six Characters                 | Milo Manara             |                       | 1989 | ISBN 0874160715 |
| Giuseppe Bergman #3: Dies Irae                                             | Milo Manara             |                       | 1990 | ISBN 0874160774 |
| Giuseppe Bergman #4: Perchance to dream                                    | Milo Manara             |                       | 1990 | ISBN 0874160863 |
| H.R. Gigers Necronomicon 2                                                 | H.R. Giger              |                       | 1986 | ISBN 0874160294 |
| Hearts of Sand                                                             | Loustal                 | Philippe Paringaux    | 1991 | ISBN 0874161347 |
| Heartthrobs                                                                | Max Cabanes             |                       | 1991 | ISBN 0874161282 |
| Hidden Camera                                                              | Milo Manara             |                       | 1990 | ISBN 0874160987 |
| Ice Age #1: Blind Mists                                                    | Christian Gine          | Didier Convard        | 1990 | ISBN 087416107X |
| Ice Age #2: Death Bird                                                     | Christian Gine          | Didier Convard        | 1991 | ISBN 0874161320 |
| Indian Summer                                                              | Milo Manara             | Hugo Pratt            | 1989 | ISBN 0874160308 |
| Jeremiah #13: Strike                                                       | Hermann                 |                       | 1990 | ISBN 0874161061 |
| Joe's Bar                                                                  | José Muñoz              | Carlos Sampayo        | 1987 | ISBN 0874160464 |
| Justine                                                                    | Guido Crepax            |                       | 1991 | ISBN 0874161363 |
| Killer Condom                                                              | Ralf König              |                       | 1991 | ISBN 0874161460 |
| Kogaratsu #1: The Crest of the Blood Lotus                                 | Marc Michetz            | Bosse                 | 1990 | ISBN 0874161037 |
| Kogaratsu #2: Treasure of Eta                                              | Marc Michetz            | Bosse                 | 1991 | ISBN 0874161312 |
| Kogaratsu #3: Spring of Betrayals                                          | Marc Michetz            | Bosse                 | 1991 | ISBN 0874161339 |
| Light and Bold                                                             | Jordi Bernet            |                       | 1990 | ISBN 0874161223 |
| Little Ego                                                                 | Vittorio Giardino       |                       | 1989 | ISBN 0874160693 |
| Love Machine                                                               | Horacio Altuna          |                       | 1991 | ISBN 0874161207 |
| Love Shots                                                                 | Loustal                 | Philippe Paringaux    | 1988 | ISBN 0874160596 |
| Mark of the Dog                                                            | Silvio Cadelo           |                       | 1991 | ISBN 0874161134 |
| Max Friedman #1: Hungarian Rhapsody                                        | Vittorio Giardino       |                       | 1987 | ISBN 0874160332 |
| Max Friedman #2: Orient Gateway                                            | Vittorio Giardino       |                       | 1987 | ISBN 0874160413 |
| Morbus Gravis                                                              | Paolo Eleuteri Serpieri |                       | 1990 | ISBN 0874161150 |
| Necron #1                                                                  | Magnus                  |                       | 1989 | ISBN 0874160723 |
| Necron #2                                                                  | Magnus                  |                       | 1990 | ISBN 0874161185 |
| Necron #3                                                                  | Magnus                  |                       | 1991 | ISBN 087416107X |
| New York/Miami                                                             | Loustal                 | Philippe Paringaux    | 1990 | ISBN 0874160731 |
| Nikopol #1: Gods in Chaos                                                  | Enki Bilal              |                       | 1988 | ISBN 0874160499 |
| Nikopol #2: Woman Trap                                                     | Enki Bilal              |                       | 1988 | ISBN 0874160502 |
| Outer States                                                               | Enki Bilal              |                       | 1990 | ISBN 0874160855 |
| Paper Man                                                                  | Milo Manara             |                       | 1986 | ISBN 0874160227 |
| Peter Pank                                                                 | Max                     |                       | 1991 | ISBN 0874161193 |
| Pioneers of the Human Adventure                                            | François Boucq          |                       | 1989 | ISBN 0874160758 |
| RanXerox #1: RanXerox in New York                                          | Tanino Liberatore       | Stefano Tamburini     | 1984 | ISBN 0874160278 |
| RanXerox #2: Happy Birthday Lubna                                          | Tanino Liberatore       | Stefano Tamburini     | 1985 | ISBN 0874160081 |
| Realms                                                                     | Paul Kirchner           |                       | 1987 | ISBN 087416043X |
| Rebel                                                                      | Pepe Moreno             |                       | 1986 | ISBN 0874160200 |
| Remember Jonathan                                                          | Cosey                   |                       | 1990 | ISBN 0874161045 |
| Rocco Vargas, The Astral Adventures of #1: Triton                          | Daniel Torres           |                       | 1986 | ISBN 0874160251 |
| Rocco Vargas, The Astral Adventures of #2: The Whisperer Mystery           | Daniel Torres           |                       | 1990 | ISBN 0874160960 |
| Rocco Vargas, The Astral Adventures of #3: Saxon                           | Daniel Torres           |                       | 1990 | ISBN 0874161142 |
| Romantic Flower                                                            | Silvio Cadelo           |                       | 1990 | ISBN 087416088X |
| Shooting Stars                                                             | Rod Kierkegaard Jr.     |                       | 1987 | ISBN 0874160286 |
| Shorts                                                                     | Milo Manara             |                       | 1989 | ISBN 087416060X |
| Snowman                                                                    | Milo Manara             | Alfredo Castelli      | 1990 | ISBN 087416124X |
| Squeak the Mouse                                                           | Massimo Mattioli        |                       | 1989 | ISBN 0874160707 |
| Stella Norris #1: Hurricane                                                | Roberto Baldazzini      | Lorena Canossa        | 1991 | ISBN 0874161126 |
| Superwest Comics                                                           | Massimo Mattioli        |                       | 1987 | ISBN 0874160359 |
| Tex Arcana #1: Tex Arcana                                                  | John Findley            |                       | 1987 | ISBN 0874160367 |
| Tex Arcana #2: Tex Arcana Meets the Toast of Europe/Part 1                 | John Findley            |                       | 1991 | ISBN 0874161290 |
| The Ape                                                                    | Milo Manara             | Silverio Pisu         | 1986 | ISBN 0874160197 |
| The Cabbie                                                                 | Marti Riera             |                       | 1987 | ISBN 0874160421 |
| The Hunting Party                                                          | Enki Bilal              | Pierre Christin       | 1990 | ISBN 0874160537 |
| The Last Voyage of Sinbad                                                  | Richard Corben          |                       | 1988 | ISBN 0874160545 |
| The Magician's Wife                                                        | François Boucq          | Jérôme Charyn         | 1987 | ISBN 0874160456 |
| The Man from Harlem                                                        | Guido Crepax            |                       | 1987 | ISBN 0874160405 |
| The Ranks of the Black Order                                               | Enki Bilal              | Pierre Christin       | 1989 | ISBN 0874160529 |
| The Specialist: Full Moon in Dendera                                       | Magnus                  |                       | 1987 | ISBN 0874160448 |
| The Survivor #1: The Survivor                                              | Paul Gillon             |                       | 1990 | ISBN 0874161169 |
| The Survivor #2: The Heir                                                  | Paul Gillon             |                       | 1991 | ISBN 0874160839 |
| The Talking Head                                                           | Paolo Baciliero         |                       | 1990 | ISBN 0874161053 |
| The Towers of Bois Maury #3: Germain                                       | Hermann                 |                       | 1990 | ISBN 0874161002 |
| The Town That Didn't Exist                                                 | Enki Bilal              | Pierre Christin       |      | ISBN 0874160510 |
| Torpedo 1936 #1                                                            | Alex Toth, Jordi Bernet | Enrique Sánchez Abulí | 1984 | ISBN 0874161258 |
| Torpedo 1936 #2                                                            | Jordi Bernet            | Enrique Sánchez Abulí | 1985 | ISBN 0874160146 |
| Torpedo 1936 #3                                                            | Jordi Bernet            | Enrique Sánchez Abulí | 1986 | ISBN 0874160235 |
| Torpedo 1936 #4                                                            | Jordi Bernet            | Enrique Sánchez Abulí | 1987 | ISBN 0874160391 |
| Torpedo 1936 #5                                                            | Jordi Bernet            | Enrique Sánchez Abulí | 1988 | ISBN 0874160588 |
| Torpedo 1936 #6                                                            | Jordi Bernet            | Enrique Sánchez Abulí | 1991 | ISBN 0874160782 |
| Torpedo 1936 #7                                                            | Jordi Bernet            | Enrique Sánchez Abulí | 1991 | ISBN 0874161258 |
| Trip to Tulum                                                              | Milo Manara             | Federico Fellini      | 1990 | ISBN 0874161231 |
| Venus in Furs                                                              | Guido Crepax            |                       | 1991 | ISBN 087416091X |
| Video Clips                                                                | Tanino Liberatore       | Stefano Tamburini     | 1985 | ISBN 0874160154 |
| Werewolf                                                                   | Richard Corben          |                       | 1986 | ISBN 0874160073 |
| Zeppelin                                                                   | Pepe Moreno             |                       | 1986 | ISBN 0874160219 |
| Zora and the Hibernauts                                                    | Fernando Fernandez      |                       | 1984 | ISBN 0874160014 |

### Títols Catcom
| Títol                                         | Art             | Guió                 | Any  | ISBN            |
| --------------------------------------------- | --------------- | -------------------- | ---- | --------------- |
| Blake and Mortimer #1: The Time Trap          | Edgar P. Jacobs |                      | 1989 | ISBN 0874160669 |
| Blake and Mortimer #2: Atlantis Mystery       | Edgar P. Jacobs |                      | 1990 | ISBN 0874160944 |
| Yoko Vic and Paul #1: Vulcans Forge           | Roger Leloup    |                      | 1989 | ISBN 0874160650 |
| Yoko Vic and Paul #2: The Three Suns of Vina  | Roger Leloup    |                      | 1989 | ISBN 0874160766 |
| Code XIII #1: Day of the Black Sun            | William Vance   | Jean Van Hamme       | 1989 | ISBN 0874160618 |
| Code XIII #2: Where the Indian Walks          | William Vance   | Jean Van Hamme       | 1989 | ISBN 0874160812 |
| Code XIII #3: All the Tears of Hell           | William Vance   | Jean Van Hamme       | 1990 | ISBN 0874160928 |
| Magic Crystal #1: Magic Crystal               | Marc Bati       | Moebius              | 1989 | ISBN 0874160677 |
| Magic Crystal #2: Island of the Unicorn       | Marc Bati       | Moebius              | 1990 | ISBN 0874160847 |
| Magic Crystal #3: Aurelys's Secret            | Marc Bati       | Moebius              | 1990 | ISBN 0874161029 |
| Blueberry, Young #1: Blueberry's Secret       | Moebius         | Jean-Michel Charlier | 1989 | ISBN 0874160685 |
| Blueberry, Young #2: A Yankee named Blueberry | Moebius         | Jean-Michel Charlier | 1990 | ISBN 0874160871 |
| Blueberry, Young #3: The Bluecoats            | Moebius         | Jean-Michel Charlier | 1990 | ISBN 0874160936 |